# Alex Fontana
Alex Fontana (Lugano, 5 agosto 1992) è un pilota automobilistico svizzero, che corre come pilota professionista nel GT World Challenge Europe 2023 per la scuderia Car Collection Motorsport. Quando non corre, fa da telecronista tecnico durante i Gran Premi di Formula 1 per la televisione svizzera RSI.

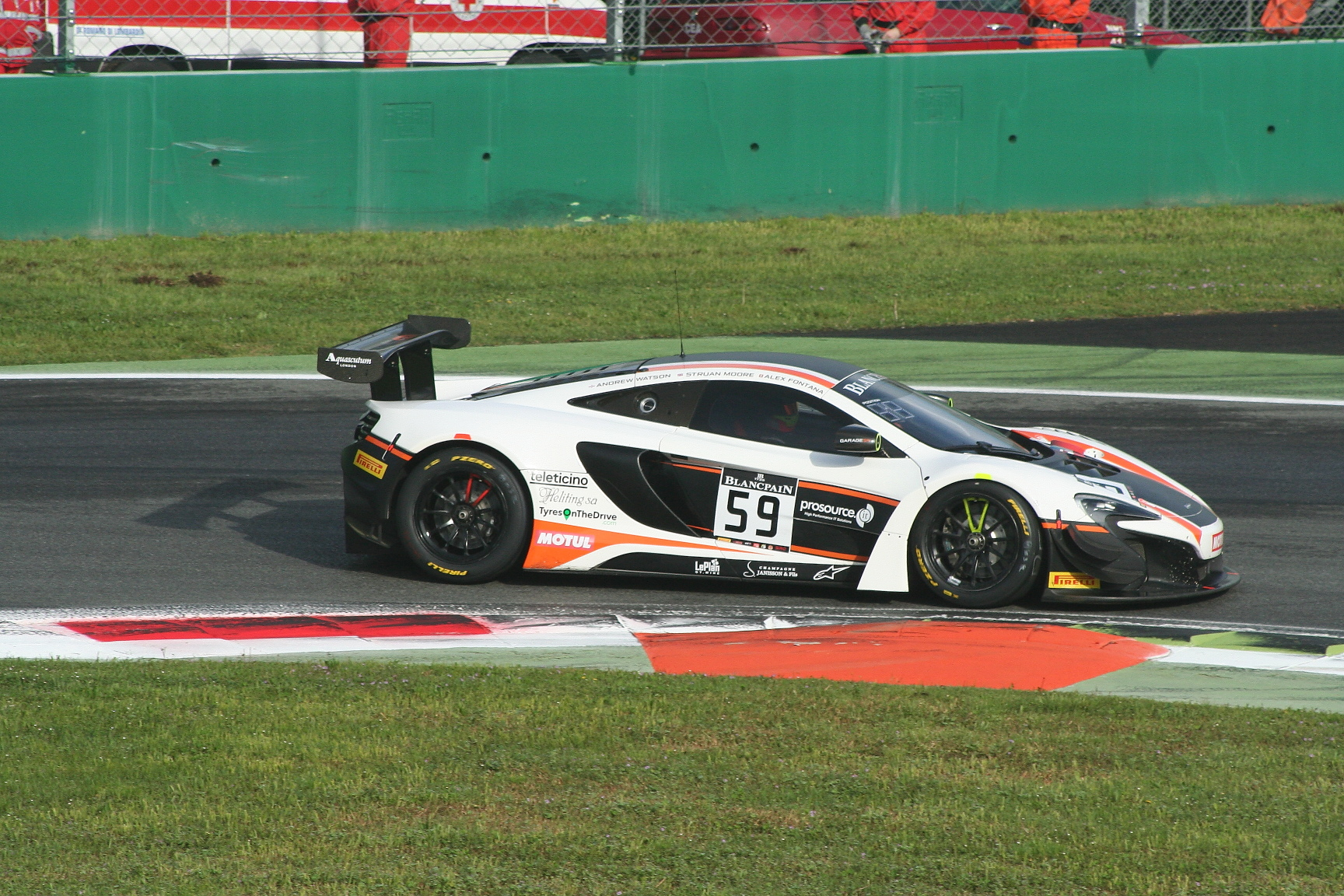
Alex Fontana su Lamborghini Super Trofeo a Monza

Dal 2011 al 2015 ha preso parte al campionato GP3 e nel 2012 in Formula 2.
Nel 2015 ha preso il via agli ultimi due Gran Premio di Formula E nel team Trulli al posto di Liuzzi.

## Palmarès
- Euroformula Open 2011[2]
- Blancpain GT Series Endurance Cup 2018 con Adrian Zaugg & Mikaël Grenier
- China GT Championship - GT4 2019 con Chris Chia[3]
- GT World Challenge Europe 2021
- GT World Challenge Europe Endurance Cup 2023 con Ivan Jacoma & Niki Leutwile